# Раде Баста
Раде Баста (серб. Раде Баста / Rade Basta; нар. 21 лютого 1979, Новий Сад) — сербський політик, міністр економіки Сербії (з 2022 по 2023), колишній чиновник Єдиної Сербії (до 2023), президент Руху Європейський шлях (з 2023).
Закликав скасувати Сербсько-російський гуманітарний центр у Ніші. Підтримав Україну і виступає за введення санкцій проти РФ. Вимагає посилити співпрацю Сербії між ЄС і США. Стверджує що його зняли з посади міністра після тиску Росії.
Спілкувався з Віталієм Кличком. Запропонував йому допомогу в догляді за сім'єю. У червні 2023 року він відвідав США та зустрівся з американськими державними діячами, зокрема з колишнім держсекретарем Майком Помпео та колишнім президентом Біллом Клінтоном.